# Triklórizocianursav
A triklórizocianursav egy szerves vegyület, összegképlete C3Cl3N3O3. Színtelen, kristályos anyag. Ipari fertőtlenítőszerként, fehérítőként illetve szerves szintézisekben reagensként használják fel. A triklórizocianursav enyhén higroszkópos anyag, erős, a klórhoz hasonló szaga van. Alga- és baktériumölőként is alkalmazzák (leginkább úszómedencékben), mivel sokkal egyszerűbb kezelni, mint a tiszta klórt, illetve fehérítőként a textiliparban.

## Fordítás
Ez a szócikk részben vagy egészben  a   trichloroisocyanuric acid című angol Wikipédia-szócikk ezen változatának fordításán alapul.  Az eredeti cikk szerkesztőit annak laptörténete sorolja fel. Ez a jelzés csupán a megfogalmazás eredetét és a szerzői jogokat jelzi, nem szolgál a cikkben szereplő információk forrásmegjelöléseként.